# チェッロ・ターナロ
チェッロ・ターナロ（伊: Cerro Tanaro）は、イタリア共和国ピエモンテ州アスティ県にある、人口約600人の基礎自治体（コムーネ）。

## 地理

### 位置・広がり

#### 隣接コムーネ
隣接するコムーネは以下の通り。括弧内のALはアレッサンドリア県所属を示す。
- カステッロ・ディ・アンノーネ
- マージオ (AL)
- クアットルディオ (AL)
- ロッケッタ・ターナロ

#### 地震分類
イタリアの地震リスク階級 (it) では、4 に分類される
。